# (21811) Burroughs
(21811) Burroughs est un astéroïde de la ceinture principale.

## Description
(21811) Burroughs est un astéroïde de la ceinture principale. Il fut découvert le 5 octobre 1999 à l'observatoire Goodricke-Pigott par Roy A. Tucker. Il présente une orbite caractérisée par un demi-grand axe de 3,18 UA, une excentricité de 0,11 et une inclinaison de 5,1° par rapport à l'écliptique.

## Compléments